# 埃德蒙森 (密蘇里州本頓縣)
埃德蒙森（英語：Edmonson）是位於美國密蘇里州本頓縣的非建制地區。

## 歷史
埃德蒙森的郵局於1886年設立，其後於1916年停運。

## 地理
埃德蒙森所處的海拔為高於海平面236米（即774英呎），而該地所採用的時區為UTC-6，即北美中部時區（CST）。同時該地設有夏令時間，為UTC-6調快一小時，即UTC-5（CDT）。